# Centre d'Esports l'Hospitalet
El Centre d'Esports l'Hospitalet és un club de futbol català, el més representatiu de la ciutat de l'Hospitalet de Llobregat. Actualment juga a 3a RFEF de la Lliga espanyola. El club té uns 250 socis i aproximadament un miler més d'abonats. Té dues penyes o grups d'animació anomenats Franjas Korps i S'Hospitxosos, que solen acompanyar l'equip en els desplaçaments, i que se situen, respectivament, als fons sud i nord de l'estadi.

## Història

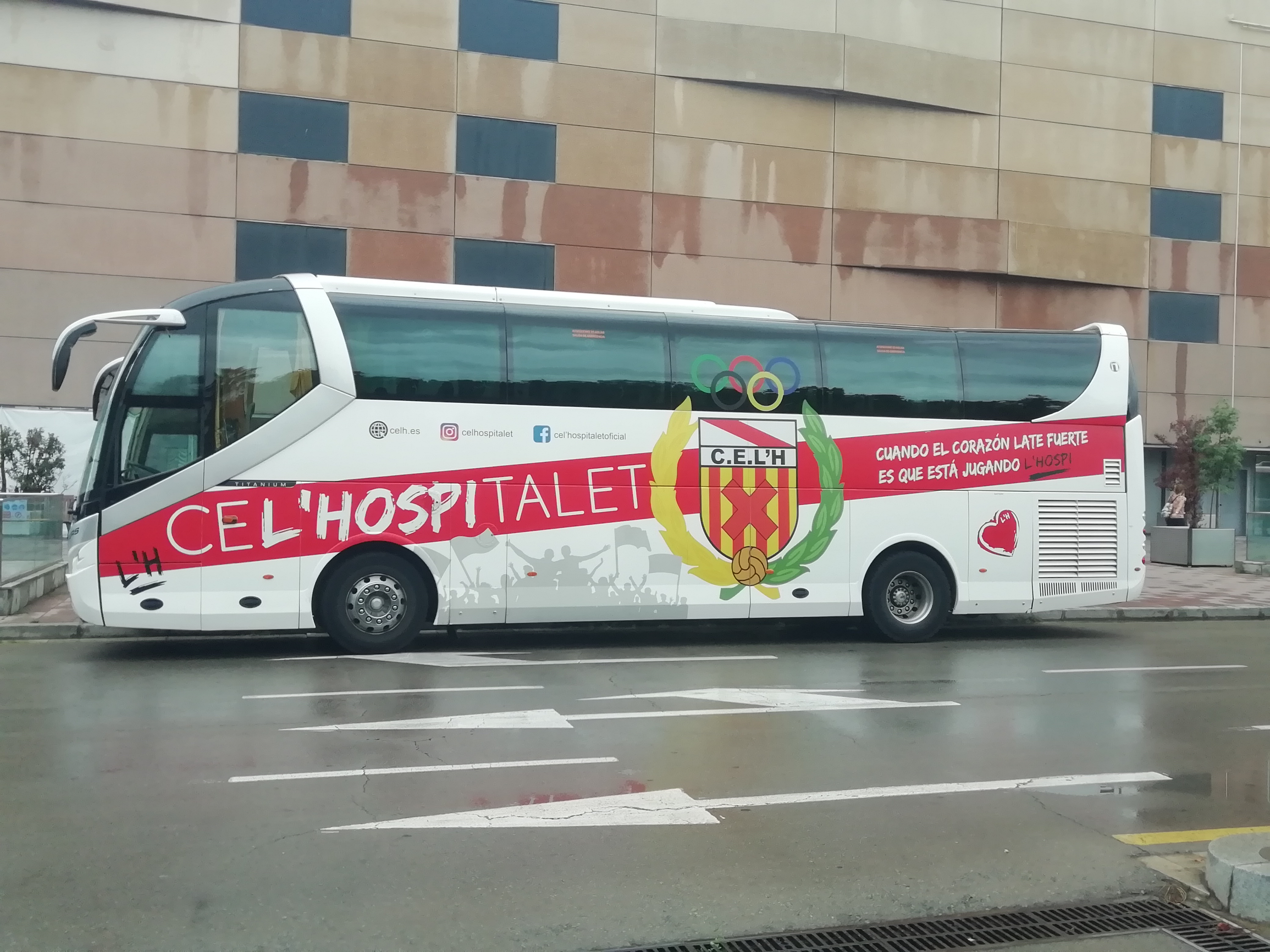
Autobús del CE l'Hospitalet.

El 1909 es fundà el primer equip de la ciutat, l'Hospitalenc Sporting Club.
El 1957 nasqué el Centre d'Esports l'Hospitalet arran de la fusió de diferents equips de la ciutat: UD Hospitalet (1939), CD Santa Eulàlia (1950) i CF Hèrcules (1953, que havia nascut fruit de la unió de CF Torrassenc (1917), CF Tecla Sala (1944) i CF Recreatiu Collblanc (1924)). L'uniforme del nou club va incloure símbols dels tres equips fundadors. La franja diagonal feia referència a l'Hèrcules, però es canvià el color blau pel vermell que feia referència al Santa Eulàlia. El blanc de fons feia referència a la UD Hospitalet.
L'equip jugà al Municipal de l'Hospitalet (1958) abans de fer-ho a l'actual Estadi Municipal de Futbol de l'Hospitalet (1999).
Eduardo Manchón, jugador del Barça de les Cinc Copes, va militar la temporada 1961-1962 a les files del CE l'Hospitalet. Va disputar 26 partits i va marcar 9 gols amb l'Hospitalet, quan el club militava en la tercera divisió, grup 7è. Manchón va participar el 2007 en la celebració del 25è aniversari del primer ascens de l'Hospitalet a Segona Divisió B.
L'any 2001 va iniciar el seu millor any en la competició de la Copa del Rei; a la primera eliminatòria va derrotar la Reial Societat, equip de primera, per 2 gols a 1 en partit únic. La següent va guanyar al camp del Logronyés per 0 gols a 3. Va arribar a vuitens de final i va ser emparellat amb el Deportivo de la Corunya, ara ja amb partits d'anada i tornada. El Deportivo es va negar a jugar l'anada al camp de l'Hospitalet perquè era d'herba artificial, i la Federació espanyola va acceptar els motius del club gallec i va proposar com a alternativa jugar al Miniestadi. L'Hospitalet, veient que les seves al·legacions no feien canviar el parer ni del Deportivo ni de la Federació, no es va presentar a l'eliminatòria i va ser eliminat, i posteriorment sancionat amb dos anys sense possibilitat de participar en la Copa del Rei. Aquell mateix any, l'Hospitalet va quedar quart al seu grup de Segona Divisió B i va jugar la promoció per a una plaça a Segona Divisió, que finalment va guanyar el Getafe CF.
La temporada 2006-2007, després de quedar 4t classificat a la lliga de Segona B, va disputar el Play-Off d'ascens a Segona Divisió. Va enfrontar-se a l'Eibar, amb qui va empatar (0-0) a l'anada, disputada a l'Hospitalet, i va caure derrotat 2-0 al partit de tornada, jugat en terres guipuscoanes. Al mercat d'hivern arriba al club Toni Velamazán, exjugador de FC Barcelona i RCD Espanyol, per rellançar el projecte.
La campanya 2007-2008 l'equip acaba en places de descens a Segona Divisió B, i baixa al grup cinquè de Tercera.
Després d'una excel·lent fase regular de la mà de Julià Garcia, el 2008-2009 acaba tercer del grup, però a la primera ronda de la promoció d'ascens a Segona Divisió B cau estrepitosament a Santanyí (3-0 i per penals), després d'haver guanyat còmodament al Nou Municipal la setmana anterior (3-0).
La següent temporada, 2009-2010, el club aposta fort per l'ascens, amb canvi d'entrenador. Jordi Vinyals arriba a la banqueta riberenca. Els principals fitxatges són Eloi Fontanella i Jordi Martínez. No aconsegueix l'ascens directe per molt poc, en un emocionant partit en què el Rayo Vallecano B empata el partit (1-1) després d'un polèmic córner en temps afegit.

## Evolució de l'uniforme[7]
| 1957 | 1963 | 1987 | 1994 | 2001 | 2010 |  |

### Jugadors històrics destacats[calcitació]
- Zoltán Czibor
- Roberto Navarro
- Antonio Uceda
- Sergio González
- Javi García
- Toni Velamazán
- Cristian Gómez
- Adama Traoré[8]

## Palmarès
- Segona Divisió B Grup III:
  - 2012-2013
- Copa Catalunya:
  - 2019-20
- Tercera Divisió:
  - 1959-60, 1981-82, 2004-05, 2009-10, 2019-20
- Preferent Territorial:
  - 1979-90
- Primera Territorial:
  - 1971-72
- Copa Catalana:[9]
  - 1967-68
- Trofeu Moscardó:
  - 1961

## Temporades
Des de la seva fundació (1957) fins a la temporada 2020-21 el club ha militat 3 vegades a Segona Divisió A, 31 a Segona Divisió B, 19 a Tercera Divisió, 8 a Preferent Territorial i 3 a Primera Territorial.
| Temporada | Divisió            | Posició      | Copa d'Espanya | Copa Catalunya |
| --------- | ------------------ | ------------ | -------------- | -------------- |
| 1957-1958 | Tercera Divisió    | 15è          |                |                |
| 1958-1959 | Tercera Divisió    | 4t           |                |                |
| 1959-1960 | Tercera Divisió    | 1r           |                |                |
| 1960-1961 | Tercera Divisió    | 2n           |                |                |
| 1961-1962 | Tercera Divisió    | 5è           |                |                |
| 1962-1963 | Tercera Divisió    | 2n           |                |                |
| 1963-1964 | Segona Divisió     | 13è          | 1a ronda       |                |
| 1964-1965 | Segona Divisió     | 11è          | 1a ronda       |                |
| 1965-1966 | Segona Divisió     | 15è          | 1a ronda       |                |
| 1966-1967 | Tercera Divisió    | 19è          |                |                |
| 1967-1968 | Primera Regional   | 6è           |                |                |
| 1968-1969 | Regional Preferent | 7è           |                |                |
| 1969-1970 | Regional Preferent | 8è           |                |                |
| 1970-1971 | Primera Regional   | 6è           |                |                |
| 1971-1972 | Primera Regional   | 1r           |                |                |
| 1972-1973 | Regional Preferent | 5è           |                |                |
| 1973-1974 | Regional Preferent | 11è          |                |                |
| 1974-1975 | Regional Preferent | 2n           |                |                |
| 1975-1976 | Regional Preferent | 7è           |                |                |
| 1976-1977 | Regional Preferent | 8è           |                |                |
| 1977-1978 | Tercera Divisió    | 10è          | 1a ronda       |                |
| 1978-1979 | Tercera Divisió    | 20è          | 1a ronda       |                |
| 1979-1980 | Regional Preferent | 1r           |                |                |
| 1980-1981 | Tercera Divisió    | 8è           |                |                |
| 1981-1982 | Tercera Divisió    | 1r           |                |                |
| 1982-1983 | Segona B           | 14è          | 1a ronda       |                |
| 1983-1984 | Segona B           | 16è          |                |                |
| 1984-1985 | Segona B           | 12è          |                |                |
| 1985-1986 | Segona B           | 10è          | 1a ronda       |                |
| 1986-1987 | Tercera Divisió    | 5è           | 1a ronda       |                |
| 1987-1988 | Segona B           | 5è           | 1a ronda       |                |
| 1988-1989 | Segona B           | 10è          | 2a ronda       |                |
| 1989-1990 | Segona B           | 9è           |                |                |
| 1990-1991 | Segona B           | 6è           |                |                |
| 1991-1992 | Segona B           | 5è           |                |                |
| 1992-1993 | Segona B           | 7è           |                |                |
| 1993-1994 | Segona B           | 6è           |                |                |
| 1994-1995 | Segona B           | 12è          | 1a ronda       | 1a ronda       |
| 1995-1996 | Segona B           | 13è          |                | 2a ronda       |
| 1996-1997 | Segona B           | 7è           |                | 2a ronda       |
| 1997-1998 | Segona B           | 12è          |                | 2a ronda       |
| 1998-1999 | Segona B           | 12è          |                | 1a ronda       |
| 1999-2000 | Segona B           | 10è          |                | 3a ronda       |
| 2000-2001 | Segona B           | 6è           |                | 6a ronda       |
| 2001-2002 | Segona B           | 4t           | 1/8 de final   | 2a ronda       |
| 2002-2003 | Segona B           | 19è          |                | 5a ronda       |
| 2003-2004 | Tercera Divisió    | 3r           |                | 2a ronda       |
| 2004-2005 | Tercera Divisió    | 1r (ascens)  |                | 6a ronda       |
| 2005-2006 | Segona B           | 12è          | 4a ronda       | 5a ronda       |
| 2006-2007 | Segona B           | 4t           |                | 1a ronda       |
| 2007-2008 | Segona B           | 19è          | 3a ronda       | 4a ronda       |
| 2008-2009 | Tercera Divisió    | 3r           |                | 1a ronda       |
| 2009-2010 | Tercera Divisió    | 1r (ascens)  |                | Finalista      |
| 2010-2011 | Segona B           | 6è           | 2a ronda       | No la juga     |
| 2011-2012 | Segona B           | 6è           | 1/16 de final  | 1a ronda       |
| 2012-2013 | Segona B           | 1è           | 2a Ronda       | ---            |
| 2013-2014 | Segona B           | 2n           | 2a Ronda       | ---            |
| 2014-2015 | Segona B           | 9è           | 1/16           | ---            |
| 2015-2016 | Segona B           | 15è          | No participa   | ---            |
| 2016-2017 | Segona B           | 17è. Descens | No participa   | ---            |
| 2017-2018 | Tercera Divisió    | 3r           | No participa   | ---            |
| 2018-2019 | Tercera Divisió    | 2n           | No participa   | ---            |
| 2019-2020 | Tercera Divisió    | 1r           | 1 Ronda        | Campió         |
| 2020-2021 | Segona B           | Descens      | 1a Ronda       | ---            |

## Rècords històrics[calcitació]

### En competicions espanyoles (RFEF)

#### Segona Divisió
- Temporades a 2a Divisió: 3 (1963-66)
- Millor posició a la lliga: 11è (1964-65)
- Pitjor posició a la lliga: 15è (1965-66)
- Partits jugats: 93 (46 a casa, 46 fora, 1 en camp neutral)
- Punts aconseguits: 76 (61 a casa, 13 fora, 2 en camp neutral)
- Partits guanyats: 33 (27 a casa, 5 fora, 1 en camp neutral)
- Partits empatats: 10 (7 a casa, 3 fora)
- Partits perduts: 50 (12 a casa, 38 fora)
- Gols a favor: 129 (88 a casa, 39 fora, 2 en camp neutral)
- Gols en contra: 173 (55 a casa, 118 fora)
- Golejada més àmplia aconseguida a casa: 5-0 (CD Ourense (1964-65)
- Golejada més àmplia aconseguida fora: 2-3 (CF Badalona (1964-65)
- Golejada més àmplia encaixada a casa: 1-4 (Reial Oviedo (1965-66)
- Golejada més àmplia encaixada fora: 6-1 (Sporting (1964-65)

#### Segona Divisió B
- Temporades a 2a Divisió B: 23 (1982-86, 1987-2003, 2005-08, 2010-11)
- Millor posició a la lliga: 1r (2012-2013)
- Pitjor posició a la lliga: 19è (2002-03, 2007-08)
- Partits jugats: 920 (460 a casa, 460 fora)
- Punts aconseguits: 1.119 (717 a casa, 402 fora)
- Partits guanyats: 341 (235 a casa, 106 fora)
- Partits empatats: 263 (124 a casa, 139 fora)
- Partits perduts: 316 (101 a casa, 215 fora)
- Gols a favor: 1.211 (764 a casa, 447 fora)
- Gols en contra: 1.085 (456 a casa, 629 fora)
- Golejada més àmplia aconseguida a casa: 8-1 Benidorm (2000-01)
- Golejada més àmplia aconseguida fora: 1-5 Gimnàstic (1992-93), Benidorm (1992-93). Golejada més àmplia aconseguida a casa
- Golejada més àmplia encaixada fora: 6-1 UDA Gramenet (1994-95)

#### Tercera Divisió
- Temporades a 3a Divisió: 16 (1957-63, 1966-67, 1977-79, 1980-82, 1986-87, 2003-05, 2008-10)
- Millor posició a la lliga: 1r (1981-82, 2004-05, 2009-10, 2019-2020 , 2023-24)
- Pitjor posició a la lliga: 20è (1978-79)
- Partits jugats: 566 (283 a casa, 282 fora, 1 en camp neutral)
- Punts aconseguits: 735 (468 a casa, 267 fora)
- Partits guanyats: 264 (185 a casa, 79 fora)
- Partits empatats: 133 (54 a casa, 79 fora)
- Partits perduts: 169 (44 a casa, 124 fora, 1 en camp neutral)
- Gols a favor: 998 (661 a casa, 335 fora, 2 en camp neutral)
- Gols en contra: 732 (296 a casa, 433 fora, 3 en camp neutral)
- Golejada més àmplia aconseguida a casa: 11-0 FC Martinenc (2018-19)
- Golejada més àmplia aconseguida fora: 0-6 EC Granollers (1958-59)
- Golejada més àmplia encaixada a casa: 0-5 Fabra i Coats (1957-58), UE Sants (1966-67), CF Reus Deportiu (2003-04), UE Tàrrega (2003-04)
- Golejada més àmplia encaixada fora: 7-0 CE Europa (1957-58)

#### Campionat d'Espanya (Copa del Rei)
- Participacions en la Copa del Rei: 14 (1963-66, 1977-79, 1982-83, 1985-89, 1994-95, 2001-02, 2005-06, 2007-08)
- Millor posició a la Copa: 1/8 de final (2001-02). Eliminat pel RCD La Corunya
- Eliminatòries disputades: 22
- Eliminatòries superades: 8
- Partits jugats: 36 (19 a casa, 15 fora, 2 en camp neutral)
- Partits guanyats: 14 (11 a casa, 3 fora)
- Partits empatats: 6 (5 a casa, 1 fora)
- Partits perduts: 16 (3 a casa, 11 fora, 2 en camp neutral)
- Gols a favor: 47 (29 a casa, 17 fora, 1 en camp neutral)
- Gols en contra: 52 (17 a casa, 32 fora, 3 en camp neutral)
- Golejada més àmplia aconseguida a casa: 3-0 CD Calahorra (2005-06), CE Júpiter (1988-89)
- Golejada més àmplia aconseguida fora: 0-3 CD Logroñés (2001-02)
- Golejada més àmplia encaixada a casa: 1-4 RCD Mallorca (1986-87)
- Golejada més àmplia encaixada fora: 0-9 FC Barcelona (2011-12)

### En competicions catalanes (FCF)

#### Preferent Territorial
- Temporades a Preferent Territorial: 8 (1968-70, 1972-77, 1979-80)
- Millor posició a la lliga: 1r (1979-90)
- Pitjor posició a la lliga: 11è (1973-74)
- Partits jugats: 307 (153 a casa, 153 fora, 1 en camp neutral)
- Punts aconseguits: 358 (245 a casa, 113 fora)
- Partits guanyats: 143 (108 a casa, 35 fora)
- Partits empatats: 72 (29 a casa, 43 fora)
- Partits perduts: 92 (16 a casa, 75 fora, 1 en camp neutral)
- Gols a favor: 531 (355 a casa, 175 fora, 1 en camp neutral)
- Gols en contra: 384 (134 a casa, 247 fora, 3 en camp neutral)
- Golejada més àmplia aconseguida a casa: 7-1 UE Rubí (1969-70)
- Golejada més àmplia aconseguida fora: 0-6 CF Ca n'Oriach (1979-80)
- Golejada més àmplia encaixada a casa: 1-5 CE Júpiter (1975-76)
- Golejada més àmplia encaixada fora: 5-0 CD La Cava (1973-74), FC Andorra (1975-76)

#### Primera Territorial
- Temporades a Primera Territorial: 3 (1967-68, 1970-72)
- Millor posició a la lliga: 1r (1971-72)
- Pitjor posició a la lliga: 6è (1967-68, 1970-71)
- Partits jugats: 111 (55 a casa, 56 a fora)
- Punts aconseguits: 139 (94 a casa, 45 a fora)
- Partits guanyats: 60 (43 a casa, 17 a fora)
- Partits empatats: 19 (8 a casa, 11 a fora)
- Partits perduts: 32 (4 a casa, 28 a fora)
- Gols a favor: 267 (175 a casa, 92 a fora)
- Gols en contra: 168 (53 a casa, 115 a fora)

NOTA: La temporada 1967-68 també es va disputar el partit Hospitalet - Camarles (4-1), del qual es va anul·lar el resultat per la retirada del Camarles. Aquest marcador no apareix comptabilitzat al recompte superior.
- Golejada més àmplia aconseguida a casa: 11-2 CF SEAT (1971-72)
- Golejada més àmplia aconseguida fora: 1-6 CDC Torreforta (1967-68)
- Golejada més àmplia encaixada a casa: 1-3 CF SEAT (1970-71)
- Golejada més àmplia encaixada fora: 8-1 UE Tàrrega (1967-68)

#### Copa Catalunya
- Participacions en la Copa Catalunya: 15 (1994-2009)
- Millor posició a la Copa: Campió (2019-20)
- Eliminatòries disputades: 28
- Eliminatòries superades: 13
- Partits jugats: 34 (13 a casa, 17 fora, 4 en camp neutral)
- Partits guanyats: 12 (7 a casa, 4 fora, 1 en camp neutral)
- Partits empatats: 11 (4 a casa, 5 fora, 2 en camp neutral)
- Partits perduts: 11 (1 a casa, 2 fora, 1 en camp neutral)
- Gols a favor: 41 (19 a casa, 19 fora, 3 en camp neutral)
- Gols en contra: 33 (5 a casa, 25 fora, 3 en camp neutral)

NOTA: Falten les dades de la 2a ronda de la temporada 1997-98, en què l'Hospitalet va enfrontar-se a Gavà davant el CF Gavà i la UE Tàrrega.
- Victòria més àmplia aconseguida a casa: 5-0 UE Sant Andreu (1999-2000)
- Victòria més àmplia aconseguida fora: 1-2 CE Premià (2003-04), Vilobí CF (2000-01), AEC Manlleu (2000-01)
- Derrota més àmplia encaixada a casa: 1-2 UDA Gramenet (1994-95)
- Derrota més àmplia encaixada fora: 3-1 CE Europa (2008-09)